# Muara Sugih
Muara Sugih is een bestuurslaag in het regentschap Banyuasin van de provincie Zuid-Sumatra, Indonesië. Muara Sugih telt 1051 inwoners (volkstelling 2010).